# Martha’s Vineyard Railroad
| Gleisdreieck an der Pier von Oak Bluffs |                           |                           |                           |
| Mattakeeset Lodge in Katama |                           |                           |                           |
| |                           |                           |                           |
| Streckenverlauf 1894 |                           |                           |                           |
| Streckenlänge: | 14 km                     |                           |                           |
| Spurweite: | 914 mm (engl. 3-Fuß-Spur) |                           |                           |
| |                           |                           |                           |
| \| \| \| Schiffsanleger \| \| \| \| 0 \| Pier von Oak Bluffs Wharf \| Pier von Oak Bluffs Wharf \| \| \| \| Gleisdreieck \| \| \| \| \| Sengekontacket Pond \| \| \| \| \| Edgartown Depot \| \| \| \| \| Gleisdreieck \| \| \| \| \| Mattakeeset Lodge, Katama \| \| \| \| 14 \| South Beach[1] \| South Beach[1] \| |                           |                           |                           |
| |                           | Schiffsanleger            |                           |
| Kopfbahnhof Anfang Hochstrecke (Strecke außer Betrieb) | 0                         | Pier von Oak Bluffs Wharf | Pier von Oak Bluffs Wharf |
| Abzweig geradeaus, nach rechts und von rechts (Strecke außer Betrieb) |                           | Gleisdreieck              | Gleisdreieck              |
| Brücke über Wasserlauf (Strecke außer Betrieb) |                           | Sengekontacket Pond       | Sengekontacket Pond       |
| Bahnhof (Strecke außer Betrieb) |                           | Edgartown Depot           | Edgartown Depot           |
| Strecke von links (außer Betrieb) · Abzweig geradeaus, nach rechts und von rechts (Strecke außer Betrieb) |                           | Gleisdreieck              | Gleisdreieck              |
| Strecke (außer Betrieb) · Kopfbahnhof Streckenende (Strecke außer Betrieb) |                           | Mattakeeset Lodge, Katama | Mattakeeset Lodge, Katama |
| Kopfbahnhof Streckenende (Strecke außer Betrieb) | 14                        | South Beach               | South Beach               |

Die Martha’s Vineyard Railroad Company in Edgartown baute und betrieb 1874–1896 eine 14 km lange Schmalspurbahn mit einer Spurweite von 3 Fuß (914 mm) auf der Insel Martha’s Vineyard in Massachusetts.

## Streckenverlauf
Die Strecke wurde 1874 gebaut. Sie verband die Pier von Oak Bluffs mit dem Ortsteil Katama in Edgartown. Sie führte von Oak Bluffs, wo die Dampfschiffe der Old Colony Railroad ankamen, in südöstlicher Richtung entlang der Küste durch Edgartown nach Katama. Die Strecke wurde 1896 stillgelegt.

## Geschichte

### Gründung und Inbetriebnahme
Nach dem Niedergang des Walfangs in den 1860er Jahren sollte der Tourismus an der Ostküste von Martha’s Vineyard entwickelt werden. Daher wurde die Schmalspurbahn 1874 gebaut, um Touristen über die Insel zu transportieren. Die Linie wurde innerhalb von acht Wochen auf dem ebenen, sandigen Boden verlegt und am 7. August 1874 fertiggestellt.
Edward R. Dunham aus Edgartown baute die eine Hälfte der Brücke über den Sengekontacket Pond, während ein auf dem Festland ansässiger Bauunternehmer den Bau der anderen Hälfte übernahm. Als sich die beiden Enden in der Mitte trafen, wurde ein Vermessungsfehler von mehr als 50 Millimetern offensichtlich, für den die Bauunternehmer sich gegenseitig die Schuld gaben, bevor die erforderlichen Korrekturmaßnahmen eingeleitet wurden.
Aus Angst, dass eine konventionelle Dampflokomotive Pferde erschrecken könnte, beschaffte sich die Bahngesellschaft einen Dummy genannten Dampftriebwaren, wie er auf von den Hochbahnen in größeren Städten eingesetzt wurde. Am 5. August 1874, während Tausende die Gleise säumten, begann der Dummy seine Jungfernfahrt. Er kam aber nur bis zur ersten engen Kurve, da die Fahrgestelle wegen des Zahnkettenantriebs nicht drehbar gelagert waren.
Daher sollte eine konventionelle H.-K.-Porter-Dampflokomotive mit dem Namen Active beschafft werden. Sie stand am 17. August 1874 auf einem Flachwagen für die Fahrt über den Sound bereit, als sich einige beladene Güterwagen losrissen und gegen die Puffer des Flachwagens stießen. Der Flachwagen blieb zwar an Land stehen, aber die zehn Tonnen schwere Lokomotive kippte ins Hafenbecken. Sie wurde mit einem Kran vom schlammigen Grund des Hafenbeckens gehoben und nach Boston verschifft, um sie zu reinigen und zu reparieren. Als sie endlich am 22. August 1874 über eine spezielle Laderampe vom Dampfboot Island Home bei der Mattakeset Lodge in Katama abgeladen wurde, war die Sommersaison schon fast beendet. Mit Flaggen geschmückt bewältigte sie sie Strecke nach Edgartown in zügigem Tempo, was entlang der gesamten Strecke als Sensation gefeiert wurde.
Im Jahr 1876 wurde die Strecke um 800 m von Katama nach South Beach verlängert, woraufhin ihre Gesamtlänge 14 km betrug. Es ist heute möglich, einen Großteil der ursprünglichen Strecke zwischen Oak Bluffs, Edgartown und Katama (mit ein paar kurzen Umwegen) zu befahren.

### Betrieb
Die Eisenbahngesellschaft war von Anfang an in finanziellen Schwierigkeiten. Bis 1877 wurde der Betrieb der Linie vorübergehend an die Hauptinvestoren übertragen, bis die Gesellschaft wieder zahlungsfähig wurde.
Die finanziellen Probleme setzten sich jedoch fort, und 1890 wurde die Eisenbahn von einem Konkursverwalter betrieben. 1892 zerstörte ein Brand das Sea View House, den hölzernen Fähranleger und das Gleisdreieck. Da es kein Budget für den Wiederaufbau des Gleisdreiecks gab fuhr der Zug daraufhin jeweils rückwärts von Oak Bluffs nach Katama.

### Verkauf und Schließung
Anfang 1892 wurde die Eisenbahn an die Old Colony Steamboat Company verkauft, eine Tochtergesellschaft der Old Colony Railroad, die die Dampfschiffe nach Oak Bluffs betrieb. Diese verkaufte die Strecke an Joseph M. Wardell, der daraufhin ihr General Manager wurde. Die Eisenbahn wurde weiterhin mit Verlust betrieben und schließlich 1896 aufgegeben.

## Lokomotive
| Name   | Hersteller  | Foto | Achsfolge | Baujahr    | Werksnummer | Bemerkungen                                        |
| ------ | ----------- | ---- | --------- | ---------- | ----------- | -------------------------------------------------- |
| Active | H.K. Porter |      | 0-6-0T    | April 1874 | 201         | Umbenennung in Edgartown und später in South Beach |